# ستاد مشترک ارتش جمهوری اسلامی ایران
ستاد مشترک ارتش جمهوری اسلامی ایران (اختصاری سماجا) یک ساختار سابق است که مرکز برنامه‌ریزی، کنترل و هماهنگی میانِ ۳ نیروی زیرمجموعه ارتش جمهوری اسلامی ایران، شامل؛ نیروی زمینی ارتش، نیروی دریایی ارتش، نیروی هوایی، همچنین بنیاد تعاون ارتش، سازمان عقیدتی سیاسی آجا، دانشگاه علوم پزشکی ارتش، دانشگاه فرماندهی و ستاد آجا، دژبان کل ارتش جمهوری اسلامی ایران و سازمان حفاظت اطلاعات ارتش بود که در سال ۱۳۸۷ منحل شد. این سمت، در ساختار سازمانی ارتش، پس از فرمانده کل و جانشین فرمانده کل ارتش، در رده سوم قرار داشت.
پیشینه شکل‌گیری ستاد مشترک ارتش به سال ۱۳۰۰ بازمی‌گردد، که سازمانی تحت عنوان ستاد ارتش راه‌اندازی شد و نخستین رئیس ستاد ارتش نیز سرتیپ امان‌الله جهانبانی بود. در سال ۱۳۳۴ نام آن به ستاد کل ارتش و در سال ۱۳۳۵ نیز به ستاد بزرگ‌ارتشتاران تغییر پیدا کرد. 
پس از وقوع انقلاب ۱۳۵۷، نخست به ستاد کل ارتش ملی ایران سپس به ستاد مشترک ارتش جمهوری اسلامی ایران تغییر نام یافت. در شهریورماه ۱۳۷۷ سِمَتی با عنوان؛ فرمانده کل ارتش در نیروهای مسلح ایران تعریف شد و کمتر از یک دهه بعد نیز، در سال ۱۳۸۷ ستاد مشترک به ستاد فرماندهی کل ارتش تغییر یافت، که در پی آن جایگاه ریاست ستاد مشترک ارتش نیز جای خود را به معاونت هماهنگ‌کنندهٔ ارتش داد.

## پیشینه
لزوم هماهنگی میان ستادهای فرماندهی نیروها و پشتیبانی از ۳ نیروی ارتش از یکدیگر در نبردهای احتمالی، همچنین تهیه دستورالعمل‌های عملیاتی و اداری در زمان صلح، باعث به وجود آمدن ستاد مشترک در ساختار ارتش شد. این ستاد تقریباً در تمامی ارتش‌های منظم دنیا وجود دارد و وظیفه اصلی آن نیز ایجاد تنظیم مقررات، هماهنگی و وحدتِ رویه میان کلیه نیروهای رزمی ارتش می‌باشد. ستاد ارتش فعالیت خود را از سال ۱۳۰۰ در دوران پهلوی اول آغاز کرد و نخستین رئیس ستاد نیز سرتیپ امان‌الله جهانبانی بود. پس از وقوع انقلاب اولین رئیس ستاد مشترک ارتش ایران نیز سپهبد سید محمدولی قرنی بود.
با توجه به ایجاد سمت فرماندهی کل در ارتش در سال ۱۳۷۷، عنوان ستاد مشترک ارتش در سال ۱۳۸۶ به صورت غیر سازمانی، به ستاد آجا تغییر یافت و جایگاه ریاست ستاد مشترک ارتش به معاونت هماهنگ‌کنندهٔ ارتش تبدیل شد. ادارات قبلی ستاد مشترک مانند؛ اداره آجودانی و ادارات یکم تا نهم، از قدیمی‌ترین سازمان‌های نیروهای مسلح ایران می‌باشند، که در حال حاضر برخی از آن‌ها به صورت مستقل یا با ادغام در یکدیگر، تحت عنوان معاون فرمانده کل ارتش یا به‌صورت اداره زیرمجموعه معاونت هماهنگ‌کننده ارتش، تغییر نام داده‌اند. هر یک از این ادارات، بر عملکرد نیروهای زیرمجموعه ارتش نظارت دارند.
در سال ۱۳۶۸ و بعد از پایان جنگ ایران و عراق، ستادی با عنوان ستاد کل نیروهای مسلح تشکیل شد، که نیروهای آن از ارتش، سپاه، وزارت دفاع و نیروی انتظامی تأمین می‌گردد. تا قبل از ایجاد این ستاد، دستورالعمل‌های کلی توسط ستاد مشترک ارتش و با همکاری وزارت دفاع، تنظیم و به سایر نیروها و نیز شهربانی و ژاندارمری جهت اجرا ابلاغ می‌گردید، ولی این اقدام بعد از ایجاد ستاد کل نیروهای مسلح، به این ستاد واگذار گردید و اقدامات ستاد مشترک به حوزه نیروهای تابعه ارتش محدود شده‌است.

## فرماندهان
| «ستاد کل ارتش ملی(-اسلامی) ایران» «ستاد مشترک ارتش جمهوری اسلامی ایران» | «ستاد کل ارتش ملی(-اسلامی) ایران» «ستاد مشترک ارتش جمهوری اسلامی ایران» | «ستاد کل ارتش ملی(-اسلامی) ایران» «ستاد مشترک ارتش جمهوری اسلامی ایران» | «ستاد کل ارتش ملی(-اسلامی) ایران» «ستاد مشترک ارتش جمهوری اسلامی ایران» | «ستاد کل ارتش ملی(-اسلامی) ایران» «ستاد مشترک ارتش جمهوری اسلامی ایران» | «ستاد کل ارتش ملی(-اسلامی) ایران» «ستاد مشترک ارتش جمهوری اسلامی ایران» | «ستاد کل ارتش ملی(-اسلامی) ایران» «ستاد مشترک ارتش جمهوری اسلامی ایران» |
| ردیف                                                                    | درجه                                                                    | فرمانده                                                                 | نگاره                                                                   | شروع تصدی                                                               | پایان تصدی                                                              | م                                                                       |
| ----------------------------------------------------------------------- | ----------------------------------------------------------------------- | ----------------------------------------------------------------------- | ----------------------------------------------------------------------- | ----------------------------------------------------------------------- | ----------------------------------------------------------------------- | ----------------------------------------------------------------------- |
| ۱                                                                       | سرلشکر (سپس سپهبد شد)                                                   | سید محمدولی قرنی                                                        |                                                                         | ۲۳ بهمن ۱۳۵۷                                                            | ۶ فروردین ۱۳۵۸                                                          |                                                                         |
| ۲                                                                       | سرلشکر                                                                  | ناصر فربد                                                               |                                                                         | ۶ فروردین ۱۳۵۸                                                          | ۳۰ تیر ۱۳۵۸                                                             | [ ۴ ]                                                                   |
| ۳                                                                       | سرتیپ (سپس سرلشکر شد)                                                   | محمدحسین شاکر                                                           |                                                                         | ۳۰ تیر ۱۳۵۸                                                             | ۱ دی ۱۳۵۸                                                               | [ ۵ ]                                                                   |
| ۴                                                                       | سرلشکر                                                                  | محمدهادی شادمهر                                                         |                                                                         | ۱ دی ۱۳۵۸                                                               | خرداد ۱۳۵۹                                                              |                                                                         |
| -                                                                       | سرتیپ (سپس سرلشکر شد)                                                   | ولی‌الله فلاحی                                                           |                                                                         | ۲۹ خرداد ۱۳۵۹                                                           | ۷ مهر ۱۳۶۰                                                              |                                                                         |
| ۵                                                                       | سرتیپ (سپس سرلشکر شد)                                                   | قاسمعلی ظهیرنژاد                                                        |                                                                         | ۹ مهر ۱۳۶۰                                                              | ۳ آبان ۱۳۶۳                                                             |                                                                         |
| ۶                                                                       | سرهنگ (سپس سرتیپ شد)                                                    | اسماعیل سهرابی                                                          |                                                                         | ۳ آبان ۱۳۶۳                                                             | ۱۳ اردیبهشت ۱۳۶۷                                                        |                                                                         |
| ۷                                                                       | سرتیپ(سپس سرلشکر شد)                                                    | علی شهبازی                                                              |                                                                         | ۱۳ اردیبهشت ۱۳۶۷                                                        | شهریور ۱۳۷۷                                                             |                                                                         |

| در شهریور ۱۳۷۷ جایگاه فرماندهی کل ارتش به وجود آمد که عالی‌ترین سمت ارتشی است و از اهمیت سمت ریاست ستاد مشترک ارتش کاسته شد | در شهریور ۱۳۷۷ جایگاه فرماندهی کل ارتش به وجود آمد که عالی‌ترین سمت ارتشی است و از اهمیت سمت ریاست ستاد مشترک ارتش کاسته شد | در شهریور ۱۳۷۷ جایگاه فرماندهی کل ارتش به وجود آمد که عالی‌ترین سمت ارتشی است و از اهمیت سمت ریاست ستاد مشترک ارتش کاسته شد | در شهریور ۱۳۷۷ جایگاه فرماندهی کل ارتش به وجود آمد که عالی‌ترین سمت ارتشی است و از اهمیت سمت ریاست ستاد مشترک ارتش کاسته شد | در شهریور ۱۳۷۷ جایگاه فرماندهی کل ارتش به وجود آمد که عالی‌ترین سمت ارتشی است و از اهمیت سمت ریاست ستاد مشترک ارتش کاسته شد |
| ردیف | درجه | فرمانده | شروع تصدی | پایان تصدی |
| --- | --- | --- | --- | --- |
| ۸ | سرتیپ | مصطفی ترابی‌پور | ۲۲ مهر ۱۳۷۷ | ۱ تیر ۱۳۷۹ |
| ۹ | سرتیپ | شهرام رستمی | ۱ تیر ۱۳۷۹ | ۱۷ بهمن ۱۳۷۹ |
| ۱۰ | سرتیپ | عبدالعلی پورشاسب | از ۱۷ بهمن ۱۳۷۹ | ۴ مهر ۱۳۸۴ |
| ۱۱ | سرتیپ | سید عبدالرحیم موسوی | ۴ مهر ۱۳۸۴ | ۴ شهریور ۱۳۸۷ |